# Aïn Bouyahia
Aïn Bouyahia (în arabă عين بويحى) este o comună din provincia Aïn Defla, Algeria.
Populația comunei este de 16.213 locuitori (2008).